# Cantón de Le Plessis-Robinson
El cantón de Le Plessis-Robinson era una división administrativa francesa, que estaba situada en el departamento de Altos del Sena y la región de Isla de Francia.

## Composición
El cantón estaba formado por una comuna más una fracción de otra comuna:
- Clamart (fracción)
- Le Plessis-Robinson

## Supresión del cantón de Le Plessis-Robinson
En aplicación del Decreto nº 2014-256 de 26 de febrero de 2014, el cantón de Le Plessis-Robinson fue suprimido el 22 de marzo de 2015 y sus 2 comunas pasaron a formar parte; una del nuevo cantón de Châtenay-Malabry y otra del nuevo cantón de Clamart.